# エミリー・メアリー・オズボーン

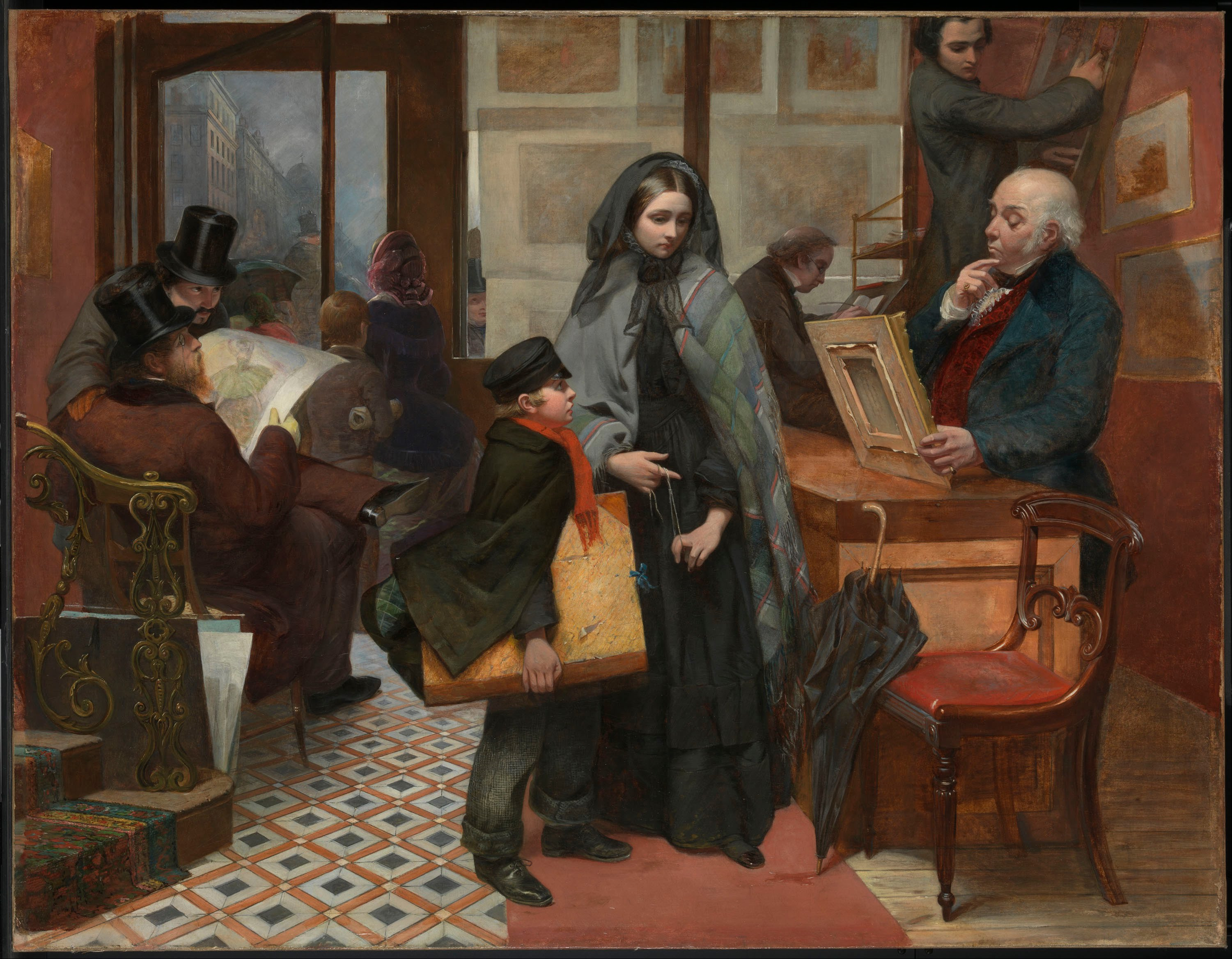
エミリー・メアリー・オズボーン作「名もなく友もなく（Nameless and Friendless）」(1857)、テート・ブリテン蔵

エミリー・メアリー・オズボーン（Emily Mary Osborn、1834年 - 1925年4月14日）は、イギリスの画家である。風俗画や肖像画などを描いた。

## 略歴
ロンドン、カムデン区のケンティッシュ・タウン（Kentish Town）で、牧師が父親の9人兄弟の中の長女に生まれた。母親に勧められて絵を描くようになりロンドンの私立の美術学校の夜間クラスで風景画家のジョン・モグフォード（John Mogford: 1821-1885)に学んだ。3か月ほど学んだ後、おそらく経済的な理由で父親が美術学校を止めるように命じた時、美術学校の教師だったジェームズ・マシュー・リー（James Mathews Leigh: 1808-1860）が個人指導を申し出て修行を続けることができ、後にニューマン・ストリートにあるリーの美術学校で1年間学んだ。
1851年に、ロイヤル・アカデミー・オブ・アーツの展覧会に風俗画と肖像画の2点の作品を始めて出品した。その後の3年間、作品を4点を展覧会に出品し、1855年には、肖像画作品で賞金を獲得し、その年、作品が女王に買上げられた。1856年にスタジオを開くことができ、1857年には最も有名な作品である「名もなく友もなく（Nameless and Friendless）」をロイヤル・アカデミーで出品した。1860年から1870年の間はオズボーンの作品は高い人気があり、批評家からも高く評価された。
経済的に安定を得た1860年代の初めから、修行のためにヨーロッパに旅するようになり、ミュンヘン美術院の教授のカール・フォン・ピロティ（1826-1886）と知り合い、ドイツ語のタイトルの作品を描き、ミュンヘンの展覧会やイギリスの展覧会に出展した。1866年にはヴェネツィアでも修行し、その後1870年に普仏戦争が始まるまでミュンヘンで暮らした。その後、ハイデルベルクに移り、1873年にイギリスに戻ったが、その後もしばしばロンドンを離れ、例えば、1876年にはグラスゴーにスタジオを持っていたことが知られている。
1877年から、ロンドン、カムデン区のセント・ジョンズ・ウッドで暮らすようになり、近所には友人で女性運動家のエミリー・デイヴィス（Emily Davies: 1830-1921）が住んでいた。このころから、主に風景画を描くようになり アルジェリアに旅した時、画家で女性活動家の行のバーバラ・ボディション（1827-1891）と知り合い友人になった。
オズボーンの女性運動家としての活動は1859年にロイヤル・アカデミー・オブ・アーツの美術学校への女性学生の入学をもとめる請願書に署名し、1883年に、アカデミーの美術学校の授業内容を男女のクラスで同じようにすることを求めた請願書の署名者の一人であった。1889年に女性参政権を支持する宣言の署名者の一人であった。友人となった女性運動家たちの肖像画を描いた。
1925年にセント・ジョンズ・ウッドで92歳で亡くなった。

## 作品

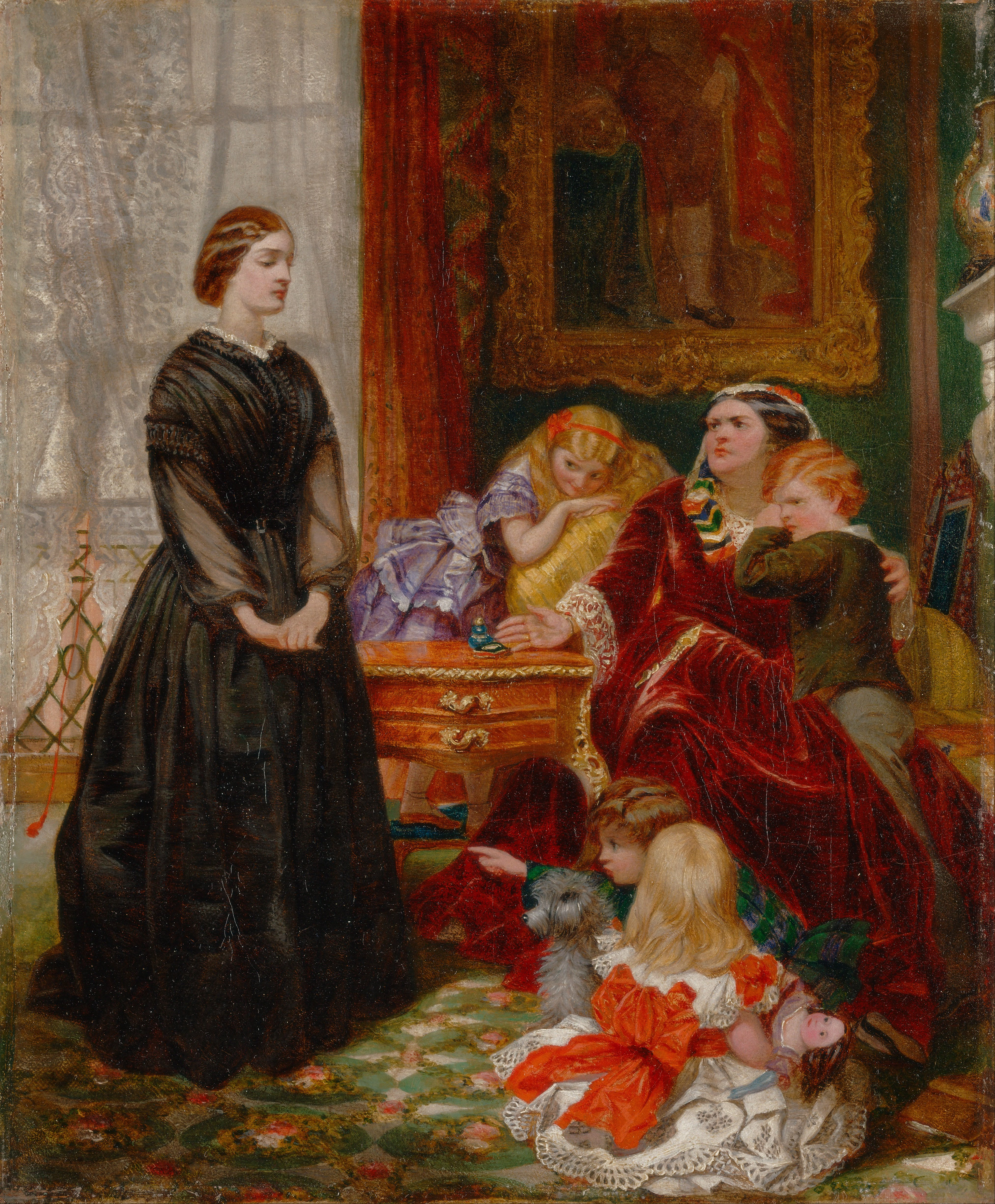
女家庭教師 (1860) Yale Center for British Art
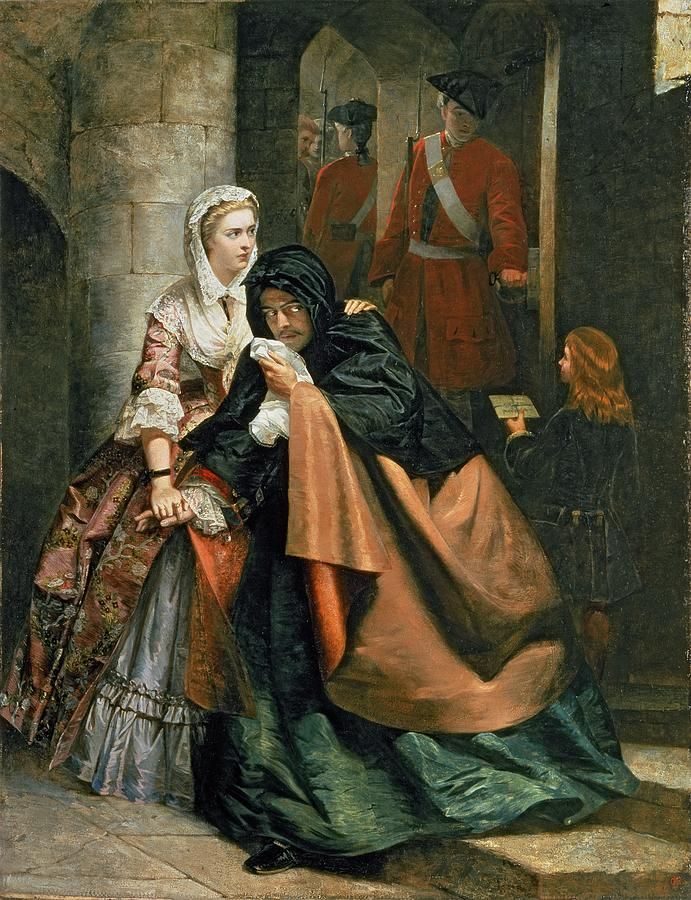
ニスデール伯爵のロンドン塔脱出 (1716)
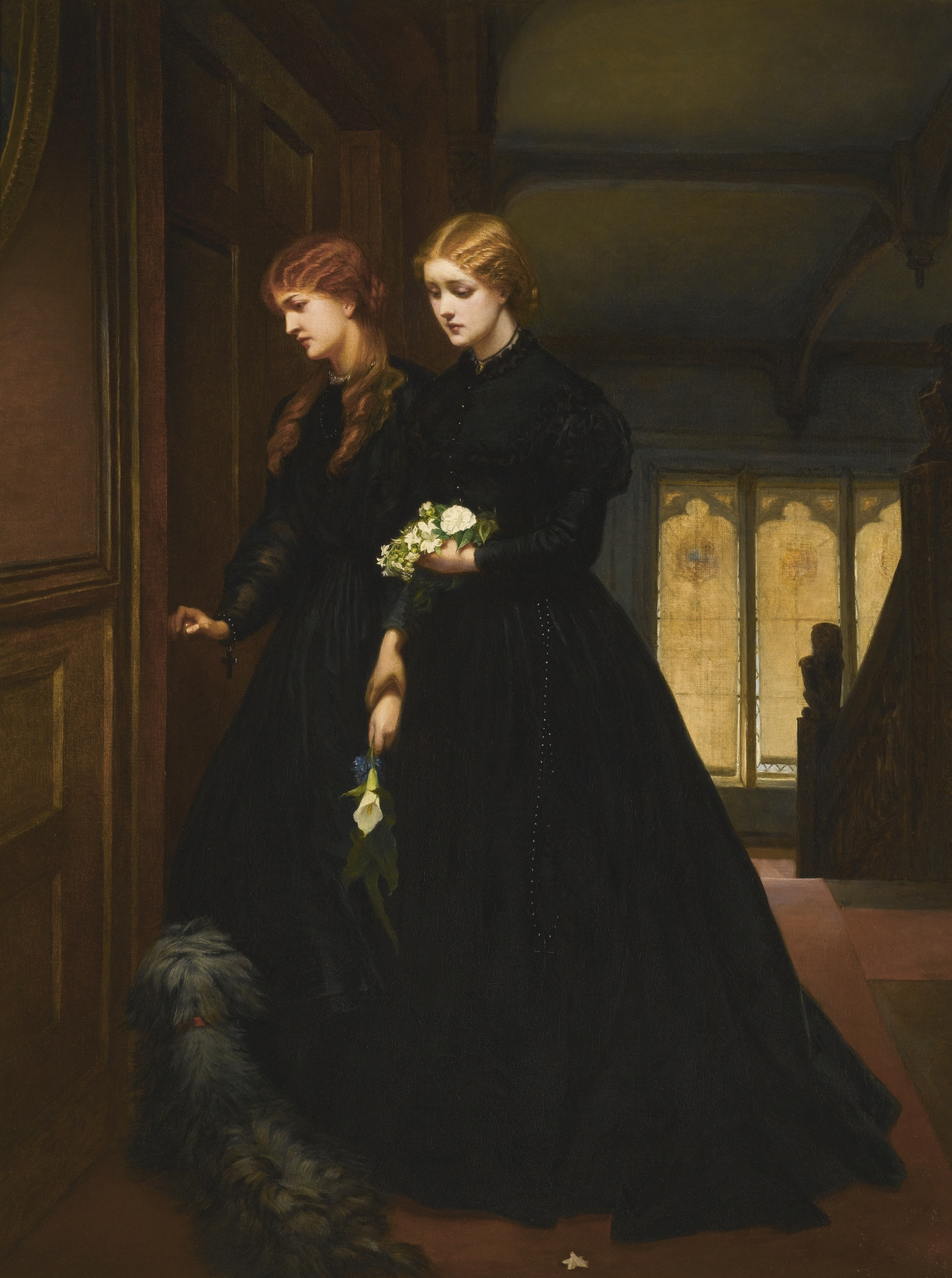
For the Last Time(臨終の親族を訪れる姉妹） (1864)
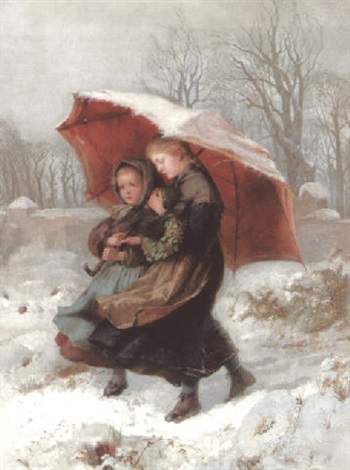
God's Acre（教会墓地） (1866)